# Аккадська мова
Акка́дська мова (𒀝𒅗𒁺𒌑 аккад. akkadû, досл. «аккадський» ) — мертва мова східносемітської мовної родини, якою розмовляли та писали на території Межиріччя (а саме в Аккаді, Ассирії, Ісіні, Ларсі та Вавилонії) починаючи приблизно з 2400 р. до н.е.
Це найстародавніша відома семітська мова, а також єдина східносемітська мова із найбільшою кількістю писемних джерел. Аккадська мова використовувала клинопис, запозичений у шумерської. Назва мови походить від назви міста Аккад, яке було столицею Аккадської імперії та головним науковим центром Межиріччя. 
Найважливішим лінгвістичним контактом з аккадською мовою була шумерська мова, який у всі періоди сприяв появі багатьох запозичених слів, що також вплинуло на морфологію та синтаксис. З інтернаціоналізацією аккадської мови з'явилися нові запозичені слова із західносемітських мов та хуритської, і протягом І тис. до н.е. аккадська мова дедалі більше зазнавала впливу арамейської, хоча аккадська мова, у свою чергу, впливала на ці мови. Арамейська мова поступово замінила аккадську як розмовну мову Месопотамії на межі VIII ст. до н.е., хоча аккадська зберігалася як писемна мова навчання та науки до початку християнської ери. 
Існування аккадської мови було забутим до розшифровки клинопису в XIX ст., коли її часто називали ассирійською. Через це академічна дисципліна, що зосереджена на аккадській писемній традиції, називається ассиріологією. 

## Загальний опис
Уперше ознаки аккадської зустрічаються в шумерських записах у власних назвах. У розкопках знайдено сотні тисяч глиняних табличок із найрізноманітнішими текстами. Давньоаккадська мова охоплює невеликий корпус свідчень до 2000 р. до н.е.. Після цього аккадська мова поділяється на два варіанти — вавилонський та ассирійський.
Ассирійська мова, зосереджена навколо міста Ашшур у верхній Месопотамії, поділяється на давньоассирійську (2000–1750 рр. до н.е.), середньоассирійську (1500–1000 рр. до н.е.) та неоассирійську (1000–600 рр. до н.е.). Вавилонська мова поділяється на давню (1900–1500 рр. до н.е.), середню (1500–1000 рр. до н.е.), нововавилонську (1000–600 рр. до н.е.) та пізню (600 р. до н. е. – І ст. н.е.).
Існувало два літературні діалекти, обидва вавілонського походження: гімнічно-епічний діалект (1900–1500 рр. до н.е.) та стандартний вавилонський (з 1500 рр. до н.е.). Протягом другої половини ІІ тис. аккадська мова поширилася по всій західній Азії як офіційна писемна мова.
Впродовж багатьох століть аккадська була мовою спілкування на Близькому Сході, але з восьмого століття до Христа її стала витісняти арамейська. В елліністичний період її вжиток звузився до використання священниками та вченим людом. Останні клинописні записи аккадською мовою датуються I століттям нашої ери.
У Стародавньому Межиріччі існували тісні культурні зв'язки між Шумером та Аккадом, що включало поширену двомовність. Взаємний вплив шумерської та аккадської очевидний у всіх областях: запозиченні лексики, синтаксису, морфології, зближення вимови.
Британський сходознавець Мартін Вортінгтон із Кембриджського університету відтворив аккадську мову й озвучив нею разом зі студентами короткометражний фільм «Бідняк з Ніппура», на основі історії з глиняної таблички яку було знайдено в Туреччині.

## Класифікація мови
Аккадська, разом з іншими семітськими мовами, належить до близькосхідної гілки афразійської макросім'ї мов; сім'ї яка поширена на Середньому Сході, Аравійському півострові, Африканському розі, а також в певних частинах Анатолії, Північної Африки, Мальти та Канарських островів. Аккадська, а також її наступниця арамейська, відомі лише з Месопотамії та Близького Сходу. 
Серед семітських мов, разом з еблаїтською мовою, аккадська сформувала східносемітську підгрупу. Ця підгрупа відрізняється від інших порядком слів: в аккадській мові використовувався порядок SOV (підмет + додаток + присудок), можливо, через вплив шумерської мови. 
Окрім того, аккадська мова єдина послуговується прийменниками ina та ana (місцевий відмінок, українські у/в/на та алатив відповідно). В інших семітських мовах, як от в арабській, івриті та арамейській є прийменники bi/bə та li/lə (місцевий та давальний відповідно). Походження місцевих прийменників в аккадській мові не зрозуміле.  
На противагу іншим семітським мовам, аккадська зберегла лише один фрикатив: ḫ [x]. Аккадська втратила гортанні та глоткові фрикативи, які характерні для інших семітських мов. Аж до старовавилонського періоду усі сибілянти в аккадській мові були африкатами.

## Писемність
Аккадська мова записувалася через систему знаків, яка називалася клинописом, використовуючи полівалентні знаки для запису складів, слів та семантичних індикаторів, тому для читання потрібна була значна підготовка. Ці знаки наносили на сирі глиняні таблички за допомогою стилуса, який зазвичай був загострений так, щоби залишати легкі відтиски у формі трикутника. Окрім глини, дарма що рідше, використовували камінь, метал та іноді віск. Знак міг складатися з одного клину (𒀸), декількох клинів (𒄭), або з великої їх кількості (𒂵). Всього було п'ять різновидів клину: горизонтальний (𒀸), вертикальний (𒁹), спрямований донизу (𒀹), спрямований вгору (𒀺) та гачок, або Winkelhaken (𒌋). Саме в такому порядку зазвичай і розміщують знаки в словниках (наприклад, ті які починаються із 𒁹 йдуть перед тими, що починаються з 𒀺). Сама ж система не була унікальною для аккадської мови, вона була запозичена із шумерської, а найстаріші приклади текстів відносяться до XXVI ст. до н. е.
Аккадська мова була силабічною, тобто зазвичай одному знаку відповідав один склад, тому аккадські писарі мали розбиратися в правилах членування слів на склади для їх запису. Проте, не зважаючи навіть на те, що в аккадській мові були знаки на позначення одиничних звуків (як 𒀀 на позначення звуку «а»), не існує жодної аккадської абетки.
Кожен знак міг виконувати одночасно багато функцій: а) міг позначати склад (далі, на прикладі одного знаку: 𒀭 = ān, «небо»); б) міг бути шумерограмою (𒀭 = šamû, «небо»); в) міг позначати ціле слово (𒀭 = dig̃ir, «божество») або г) міг бути детермінативом (𒀭 писали перед іменами богів та деяких міфічних істот). Ще однією складністю клинопису було те, що на позначення одного й того ж самого звуку могли виступати декілька знаків; іноді траплялося так, що в одному тексті одні й ті ж самі склади писалися різними знаками. Окрім того, не всі звукові протиставлення в аккадській мові відображалися на письмі (наприклад, 𒍪 передавав одночасно zu та su).
Шумерська мова не була семітською, тому її силабічна писемність погано слугувала для передачі аккадської. Наприклад, в ній не було знаків для передачі важливих семітських фонем, як от гортанної змички, що, можливо, згодом вплинуло на фонетичну характеристику мови. Також, ускладнювалося й написання деяких слів, що мали «семітські корені», які часто складалися з трьох приголосних та однієї голосної.
| Ґільґамеш | Ксеркс I | Набопаласар | Титул «великий король» |
| --------- | -------- | ----------- | ---------------------- |

## Фонологія
Фонологія аккадської мови варіюється між діалектами, з тенденцією до скорочення основного семітського інвентарю звуків внаслідок контактів з іншими мовами. Аккадська мова поділяє з великою семітською сім'єю морфологію, засновану на невідмінюваних іменних коренях, таких як kalb «собака», та відмінюваних дієслівних коренях, а також невідмінюваних частинках, таких як певні прийменники. Більшість дієслівних коренів складаються з трьох приголосних звуків і пов'язаного з ними голосного, наприклад, mqut «падати». Існує п'ять позначених граматичних відмінків, а також кличний відмінок. Три префіксальні форми дієслова в цілому відповідають теперішньому, доконаному та теперішньо-майбутньому в європейських мовах; суфіксальна форма не має часового значення, але часто позначає стан або умову. Дієслово має основну і три або більше похідних основ, що відповідають таким поняттям, як множинність, причинність і пасивність, а також два внутрішні маркери, що позначають види дії, такі як взаємна або посередньо-пасивна і повторювана. Існує три способи: наказовий, умовний та бажальний або наказовий.

## Історія
Історію та вік аккадської мови дещо розкривають останні археологічні знахідки, які були виявлені в Іраку близько 30 років тому. Знайдені артефакти були покриті письменами саме на втраченому давньобайлонському діалекті аккадської мови — нині забутої говірки ханаанської мовної групи. Дві аморейсько-аккадські таблички були виявлені, ймовірно, під час ірано-іракської війни з 1980 по 1988 рік, вони були вивезені до США та включені до колекції одного з місцевих музеїв. На табличках, вік яких, як вважається, майже 4000 років, записані фрази майже невідомою мовою аморейців — ханаанської народності, яка проживала на території сучасних Сирії, Ізраїлю та Йорданії. Ці фрази вміщені поряд з перекладами більш відомою сучасним вченим аккадською мовою, тому саме завдяки цій обставині таблички й удалося розшифрувати. Побачивши подібність між загадковою мовою і тим небагатьом, що відомо про аморейців, дослідники визначили, що таблички описують аморейські фрази давньобайлонським діалектом аккадської мови.

## Історія вивчення

### Дешифрування аккадського клинопису

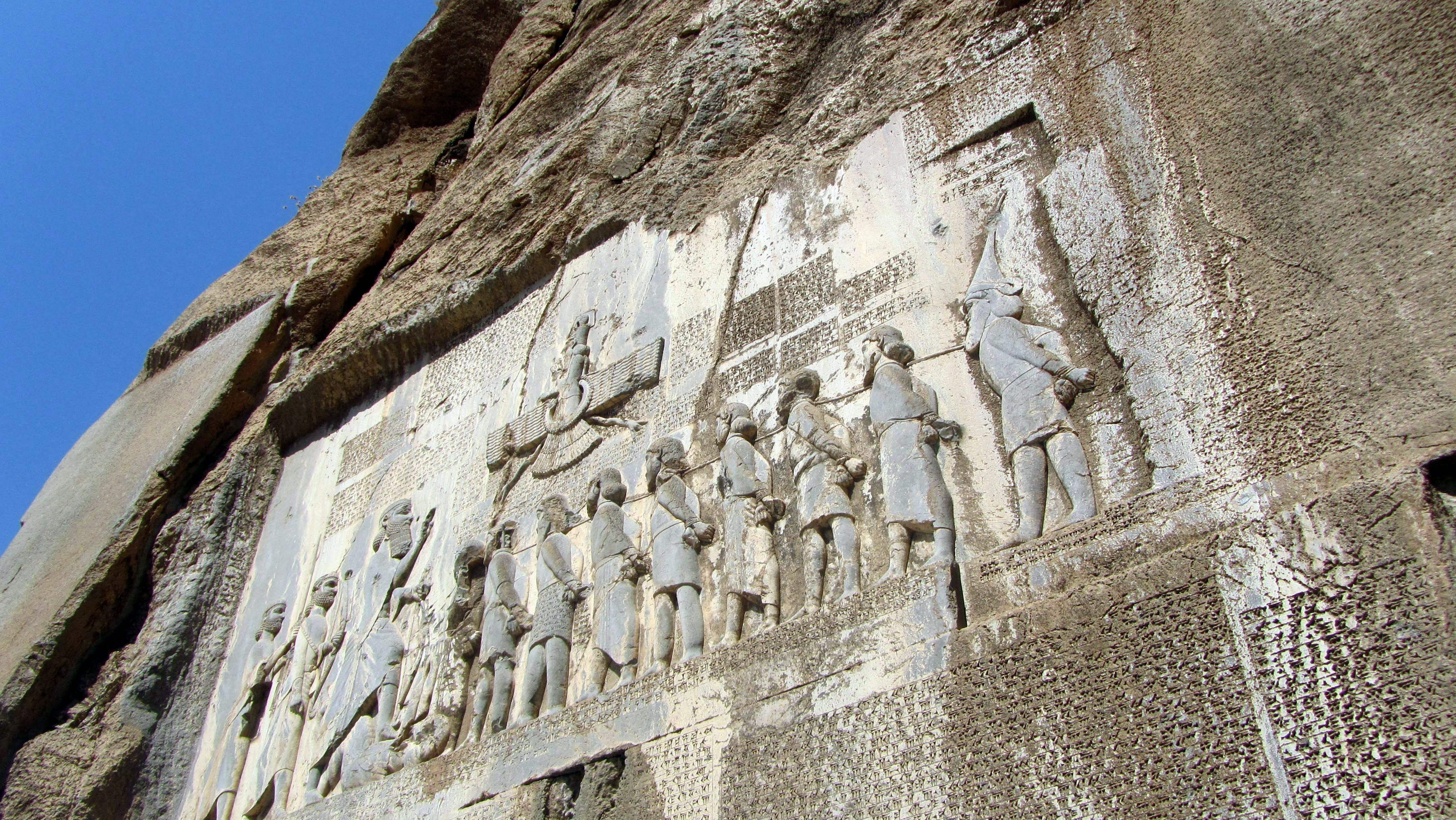
Напис на горі Бегістун на честь Дарія I, приб. 520 р. до н.е., Персія.

У 1830-х роках, до Ірану направляють сера Генрі Роулінсона, офіцера Ост-Індійської компанії, щоби допомогти тренувати війська шаха. У свій вільний час Роулінсон багато подорожує і починає цікавитися перськими старожитностями. Коли місцеві жителі показують йому клинописний напис на горі Бегістун, то він стає певен, що якби йому вдалося розшифрувати цей напис, то це б допомогло прочитати безліч клинописних текстів, які на той час почали знаходити на території Межиріччя. У 1837 році Роулінсон надіслав до Королівського азійського товариства переклад перших двох параграфів напису, а до 1947 року був готовий повний переклад староперського тексту.
Напис на горі Бегістун був нанесений одночасно трьома мовами, однією з яких була вавилонська мова, тому її дешифрування могло б стати ключем і до аккадської мови. Після дешифрування староперської мови, ірландський ассиріолог Едвард Гінск зайнявся розшифруванням написів іншими мовами, він щиро вважав, що вивчення клинописних знаків могло б допомогти йому із розумінням ієрогліфів. Гінск першим здогадався, що знаки могли позначати більше ніж один склад, а згодом зрозумів, що вони позначали не тільки склади, що пришвидшило процес дешифрування.
У 1851 році Гінск та Роулінсон вже могли прочитати 150 знаків та розуміли значення близько 200 знаків. Пізніше до них приєдналися німецький сходознавець Юліус Опперт та британський сходознавець Вільям Генрі Фокс Талбот. У 1857 році Гінкс, Роулінсон, Опперт та Талбот зустрілися у Лондоні, де їм було запропановано перекласти напис часів Тукульті-апал-Ешарра I з аккадської мови під егідою Королівського азійського товариства. Обране журі підтвердило усі чотири переклади (які були виконані кожним із науковцем незалежно від інших) і тим самим визнало, що аккадську мову було офіційно дешифровано, із чого розпочалося подальше її вивчення та спроби створити перші словники. 

### Початки дослідження
У 1860 році світ побачила перша граматика аккадської мови за авторством Юліуса Опперта, яку він склав на основі джерел 1 тис. до н. е. Усі аккадські слова в ній були записані гебрайською абеткою. Зважаючи на відсутність достатньої інформації щодо аккадської, граматика Опперта була неповна: дієслова мали лише одну категорію часу – претерит (яку Опперт називає аористом), проте він не розпізнав ані теперішній час, ані статив.
У відповідь на граматику Опперта, у 1866 році Гінкс видає свої «Вибрані розділи аккадської граматики», де вказує на помилки попереднього науковця. Гінкс, на противагу Опперту, записав аккадські слова латинецею, чим послуговуються і донині. У своїй книзі Гінкс першим виявив статив в аккадській мові, а також детальніше розписав дієслова в аккадській мові.

### Загальний опис мови та граматика
- Липин Л. А. Аккадский язык. М., 1964.
- Дьяконов И. М. Языки древней Передней Азии. М., 1967. С. 263—338.
- Дьяконов И. М. Аккадский язык // в кн. Афразийские языки. Кн. I. Семитские языки. М., 1991. С. 70-109.
- Reiner E. Linguistic Analysis of Akkadian. The Hague, 1996.
- Каплан Г. Х. Очерк грамматики аккадского языка. СПб, 2006.
- John Huehnergard: A Grammar of Akkadian. Harvard Semitic Museum Studies 45. ISBN 978-1-57506-922-7
- Wolfram von Soden: Grundriß der Akkadischen Grammatik. Analecta Orientalia. Bd 33. Rom 1995. ISBN 88-7653-258-7
- Michael P. Streck: Sprachen des Alten Orients. Wiss. Buchges., Darmstadt 2005. ISBN 3-534-17996-X
- Arthur Ungnad: Grammatik des Akkadischen. Neubearbeitung durch L. Matouš, München 1969, 1979 (5. Aufl.). ISBN 3-406-02890-X

### Підручники
- Rykle Borger: Babylonisch-assyrische Lesestücke. Rom 1963.
  - Teil I: Elemente der Grammatik und der Schrift. Übungsbeispiele. Glossar.
  - Teil II: Die Texte in Umschrift.
  - Teil III: Kommentar. Die Texte in Keilschrift.
- Richard Caplice: Introduction to Akkadian. Biblical Institute Press, Rome 1988, 2002 (4.Aufl.). ISBN 88-7653-566-7
- Kaspar K. Riemschneider: Lehrbuch des Akkadischen. Enzyklopädie, Leipzig 1969, Langenscheidt Verl. Enzyklopädie, Leipzig 1992 (6. Aufl.). ISBN 3-324-00364-4

### Словники
- Jeremy G. Black, Andrew George, Nicholas Postgate: A Concise Dictionary of Akkadian. Harrassowitz-Verlag, Wiesbaden 2000. ISBN 3-447-04264-8
- Wolfram von Soden: Akkadisches Handwörterbuch. 3 Bde. Wiesbaden 1958-1981. ISBN 3-447-02187-X

### Журнали
- Rykle Borger: Mesopotamisches Zeichenlexikon. Alter Orient und Altes Testament (AOAT). Bd 305. Ugarit-Verlag, Münster 2004. ISBN 3-927120-82-0
- René Labat: Manuel d'Épigraphie Akkadienne. Paul Geuthner, Paris 1976, 1995 (6.Aufl.). ISBN 2-7053-3583-8

### Наукові праці
- Edzard, D. (1973) “Die Modi beim älteren akkadischen Verbum.”
- Hasselbach, R. (2005) Sargonic Akkadian: a historical and comparative study of the syllabic texts. Wiesbaden.
- Hilgert, M. (2002) Akkadisch in der Ur-III Zeit. Münster.
- Huehnergard, J. (2005) A grammar of Akkadian, 2nd ed. Winona Lake, IN.
- Huehnergard, J. and Woods, C. (2004) “Akkadian and Eblaite.” In R. D. Woodard, ed., The Cambridge encyclopedia of the world’s ancient languages. Cambridge.
- Kaufman, S. A. (1974) The Akkadian influences on Aramaic. Chicago.
- Lieberman, S. J. (1977) The Sumerian loanwords in Old-Babylonian Akkadian. Missoula.
- Reiner, E. (1966) A linguistic analysis of Akkadian. The Hague.
- von Soden, W. (1969) Grundriss der Akkadischen Grammatik samt Ergänzungsheft zum Grundriss der Akkadischen Grammatik. Rome.
- Walker, C. B. F. (1987) Reading the past: cuneiform. London.
- Foster, B. R. (2012). Akkadian language. The Encyclopedia of Ancient History.